# Benedikt Schulz (Schauspieler)
Benedikt Schulz (* 1993 in Augsburg) ist ein deutscher Schauspieler.

## Leben
Benedikt Schulz stammt aus Neusäß im  Landkreis Augsburg. Nach dem Abitur am Peutinger-Gymnasium in Augsburg, wo er während seiner Schulzeit „schon ein wichtiger Teil“ der Theatergruppe war, studierte er zunächst Sozialwissenschaften an der Universität Augsburg und wurde Journalist. Von 2019 bis 2022 absolvierte sein Schauspielstudium an der Schauspielschule Zerboni in München.
Noch während seines Studiums gastierte er 2021 in einer Sommernachtstraum-Produktion der Münchner Theaterkompagnie „Ensemble Persona“ bei den Sommer-Festspielen in Schloss Nymphenburg, am Scharoun-Theater Wolfsburg und am Stadttheater Schaffhausen. 2022 spielte er beim „Ensemble Persona“ unter der Regie von Tobias Maehler den Romeo in Romeo und Julia. In der Spielzeit 2022/23 gastierte er als Prinz Friedrich in Aschenputtel am Landestheater Schwaben.
Seit der Spielzeit 2023/24 ist er festes Ensemblemitglied am Landestheater Niederbayern, wo er u. a. mit Oliver Karbus, Markus Bartl und Veronika Wolff zusammenarbeitete. Dort trat er bisher u. a. als Happy Loman in Tod eines Handlungsreisenden und als Florindo Aretusi in Der Diener zweier Herren auf. In der Spielzeit 2024/25 übernimmt er am Landestheater Niederbayern u. a. Mitch in Endstation Sehnsucht, Schweizerkas in Mutter Courage und ihre Kinder und Guy Montag in Fahrenheit 451.
Benedikt Schulz wirkte auch in einigen Film- und TV-Produktionen mit. In dem Sky-Biopic Der Kaiser (2022) über den Aufstieg des Fußball-Stars Franz Beckenbauer spielte Schulz unter der Regie von Tim Trageser die Rolle von Helmut Haller. In der 5. Staffel der ARD-Vorabendserie Watzmann ermittelt (2025) übernahm er eine Episodenhauptrolle als tatverdächtiger Biologie-Doktorand Christian Wenzel.
Benedikt Schulz lebt in Landshut.

## Filmografie (Auswahl)
- 2020: Hubert ohne Staller: Daumen hoch (Fernsehserie, eine Folge)
- 2021: Der Beischläfer (Fernsehserie, eine Folge)
- 2022: Die Bergretter: Dieses eine Leben (Fernsehserie, eine Folge)
- 2022: Der Kaiser (Fernsehfilm)
- 2023: Wer füttert den Hasen? (Fernsehfilm)
- 2023: Dahoam is Dahoam: Ein seltsames Verhalten (Fernsehserie, eine Folge)
- 2025: Watzmann ermittelt: Blutschnee (Fernsehserie, eine Folge)